# 蜂鳥般的心跳
《蜂鸟般的心跳》（英語：Hummingbird Heartbeat）是由美国歌手凯蒂·佩芮为她第三张专辑《花漾年华》所录制的一首歌曲。它由凯蒂·佩芮、 Christopher "Tricky" Stewart、Stacy Barthe和Monte Neuble作词。Stewart同时负责歌曲的制作，而Kuk Harrell则制作佩芮的声音。《蜂鸟版的心跳》是受到凯蒂当时的男友羅素·布蘭德所启发的灵感。从音乐流派上来讲，它是1980年代风格的硬式摇滚的歌，并包含了摇滚混合电子的元素。从歌词上来讲，这首歌将坠入爱河的感觉来比作蜂鸟的心跳速度。
《蜂鸟般的心跳》在2012年9月17日这一周里作为《花漾年华》的推广歌曲在澳洲电台里播放。这首歌在乐评人当中收获了大部分的正面反响，许多乐评人将它标签为潜在的单曲选择。在《花样年华》的发布时，这首歌在南韩国际加翁排行榜上排了一个较低的位置，排名第124名。

## 榜单成绩
| 榜单 (2010–12)                     | 最高 排位 |
| ---------------------------------- | --------- |
| 澳大利亚百强榜 (The Music Network) | 34        |
| 南韩(Gaon Download Chart)          | 124       |